# كوريولينك
كوريولينك (بالكورية: 고려링크) مشغل شبكة المحمول الكبرى في كوريا الشمالية. وهي شركة محاصة بين أوراسكوم للاتصالات وهيئة البريد والاتصالات المملوكة لحكومة كوريا الشمالية. وهي الشركة الوحيدة المسموح لها تقديم خدمات الجيل الثالث للأجانب فقط. وقد صرّح نجيب ساويرس رئيس مجلس إدارة شركة أوراسكوم، أن وصول عدد المشتركين في شبكة المحمول هناك إلى مليوني مشترك يثبت حرية مواطني كوريا الشمالية في التواصل.